# Twilight (Wirginia Zachodnia)
Twilight – jednostka osadnicza w Stanach Zjednoczonych, w stanie Wirginia Zachodnia, w hrabstwie Boone. Według danych na rok 2020 miejscowość zamieszkiwały 74 osoby, a gęstość zaludnienia wyniosła 57,02 os./km².

## Demografia
Populacja:
| Rok     | 2000 | 2010 | 2020 |
| ------- | ---- | ---- | ---- |
| Ludność | 21   | 90   | 74   |

Ludność według grup wiekowych:
| Grupa wiekowa              | 0–17 lat | 18–64 lat | 65+ lat |
| -------------------------- | -------- | --------- | ------- |
| Ludność w danej grupie     | 19       | 53        | 18      |
| Ludność w danej grupie w % | 21,1%    | 58,9%     | 20%     |

Struktura płci:
| Płeć                         | Mężczyźni | Kobiety |
| ---------------------------- | --------- | ------- |
| Liczba osób w danej płci     | 49        | 41      |
| Liczba osób w danej płci w % | 54,4%     | 45,6%   |